# Super League X
Die Super League X (aus Sponsoringgründen auch als Engage Super League X bezeichnet) war im Jahr 2005 die zehnte Saison der Super League in der Sportart Rugby League. Den ersten Tabellenplatz nach der regulären Saison belegte der St Helens RLFC, der im Halbfinale gegen die Bradford Bulls ausschied. Diese gewannen das Super League Grand Final 15:6 gegen die Leeds Rhinos und gewannen damit zum vierten Mal die Super League. Die Widnes Vikings und Leigh Centurions mussten absteigen.

## Tabelle
|     | Team                       | Spiele | Siege | Unent. | Ndlg. | Spiel- punkte | Diff. | Tabellen- punkte |
| --- | -------------------------- | ------ | ----- | ------ | ----- | ------------- | ----- | ---------------- |
| 01. | St Helens                  | 28     | 23    | 1      | 4     | 1028:537      | + 491 | 47               |
| 02. | Leeds Rhinos               | 28     | 22    | 0      | 6     | 1150:505      | + 645 | 44               |
| 03. | Bradford Bulls             | 28     | 18    | 1      | 9     | 1038:648      | + 354 | 37               |
| 04. | Warrington Wolves          | 28     | 18    | 0      | 10    | 792:702       | + 90  | 36               |
| 05. | Hull FC                    | 28     | 15    | 2      | 11    | 756:670       | + 86  | 32               |
| 06. | London Broncos             | 28     | 13    | 2      | 13    | 800:718       | + 82  | 28               |
| 07. | Wigan Warriors             | 28     | 14    | 0      | 14    | 698:718       | - 20  | 28               |
| 08. | Huddersfield Giants        | 28     | 12    | 0      | 16    | 742:791       | − 49  | 24               |
| 09. | Salford City Reds          | 28     | 11    | 0      | 17    | 549:732       | - 183 | 22               |
| 10. | Wakefield Trinity Wildcats | 28     | 10    | 0      | 18    | 716:997       | − 281 | 20               |
| 11. | Widnes Vikings             | 28     | 6     | 1      | 21    | 598:1048      | − 450 | 13               |
| 12. | Leigh Centurions           | 28     | 2     | 1      | 25    | 445:1210      | − 765 | 5                |

## Playoffs

### Ausscheidungs-Playoffs
| 23. September 20:00 | Bradford Bulls | 44 : 22 | London Broncos | Odsal Stadium, Bradford Zuschauer: 9.167 Schiedsrichter: Karl Kirkpatrick |
| 23. September 20:00 | (10:6) Bericht |         |                | Odsal Stadium, Bradford Zuschauer: 9.167 Schiedsrichter: Karl Kirkpatrick |

| 24. September 18:05 | Warrington Wolves | 6 : 40 | Hull FC | Halliwell Jones Stadium, Warrington Zuschauer: 12.243 Schiedsrichter: Ashley Klein |
| 24. September 18:05 | (0:18) Bericht    |        |         | Halliwell Jones Stadium, Warrington Zuschauer: 12.243 Schiedsrichter: Ashley Klein |

### Qualifikations/Ausscheidungs-Playoffs
| 30. September 20:00 | St Helens      | 16 : 19 | Leeds Rhinos | Knowsley Road, St Helens Zuschauer: 13.209 Schiedsrichter: Ashley Klein |
| 30. September 20:00 | (0:12) Bericht |         |              | Knowsley Road, St Helens Zuschauer: 13.209 Schiedsrichter: Ashley Klein |

| 1. Oktober 18:00 | Bradford Bulls | 71 : 0 | Hull FC | Odsal Stadium, Bradford Zuschauer: 13.148 Schiedsrichter: Steve Ganson |
| 1. Oktober 18:00 | (41:0) Bericht |        |         | Odsal Stadium, Bradford Zuschauer: 13.148 Schiedsrichter: Steve Ganson |

### Halbfinale
| 7. Oktober 20:00 | St Helens       | 18 : 23 | Bradford Bulls | Knowsley Road, St Helens Zuschauer: 11.604 Schiedsrichter: Karl Kirkpatrick |
| 7. Oktober 20:00 | (14:12) Bericht |         |                | Knowsley Road, St Helens Zuschauer: 11.604 Schiedsrichter: Karl Kirkpatrick |

### Grand Final
| 15. Oktober 2005 18:00 | Leeds Rhinos                                 | 6 : 15        | Bradford Bulls                                                                                    | Old Trafford, Trafford Zuschauer: 65.728 Schiedsrichter: Ashley Klein |
| 15. Oktober 2005 18:00 | Versuche: McGuire Erhöhungen: Sinfield (1/1) | (6:8) Bericht | Versuche: Pryce, Vainikolo Erhöhungen: Deacon (2/2) Straftritte: Deacon (1) Dropgoals: Harris (1) | Old Trafford, Trafford Zuschauer: 65.728 Schiedsrichter: Ashley Klein |

| 1                  | Richard Mathers      |
| 2                  | Mark Calderwood      |
| 3                  | Chev Walker          |
| 12                 | Chris McKenna        |
| 5                  | Marcus Bai           |
| 6                  | Danny McGuire        |
| 7                  | Rob Burrow           |
| 8                  | Ryan Bailey          |
| 14                 | Andrew Dunemann      |
| 15                 | Danny Ward           |
| 20                 | Gareth Ellis         |
| 16                 | Willie Poching       |
| 13                 | Kevin Sinfield       |
| Auswechselspieler: |                      |
| 9                  | Matt Diskin          |
| 11                 | Ali Lauiti'iti       |
| 18                 | Jamie Jones-Buchanan |
| 10                 | Barrie McDermott     |

| 6                  | Michael Withers  |
| 3                  | Leon Pryce       |
| 13                 | Ben Harris       |
| 4                  | Shontayne Hape   |
| 5                  | Lesley Vainikolo |
| 18                 | Iestyn Harris    |
| 7                  | Paul Deacon      |
| 12                 | Jamie Peacock    |
| 9                  | Ian Henderson    |
| 29                 | Stuart Fielden   |
| 16                 | Paul Johnson     |
| 10                 | Brad Myers       |
| 11                 | Lee Radford      |
| Auswechselspieler: |                  |
| 1                  | Robbie Paul      |
| 19                 | Jamie Langley    |
| 24                 | Adrian Morley    |
| 8                  | Joe Vagana       |